# Трудова Нива
Трудова́ Ни́ва (каз. Трудовая Нива) — село у складі Кизилжарського району Північноказахстанської області Казахстану. Входить до складу Кизилжарського сільського округу.
Населення — 65 осіб (2021; 72 у 2009, 165 у 1999, 188 у 1989).
Національний склад станом на 1989 рік:
- німці — 70 %
- росіяни — 25 %.